# اچ‌دی ۳۳۲۰۳
اچ‌دی ۳۳۲۰۳ یک ستاره است که در صورت فلکی ارابه‌ران قرار دارد.